# Карлтон-Плейс

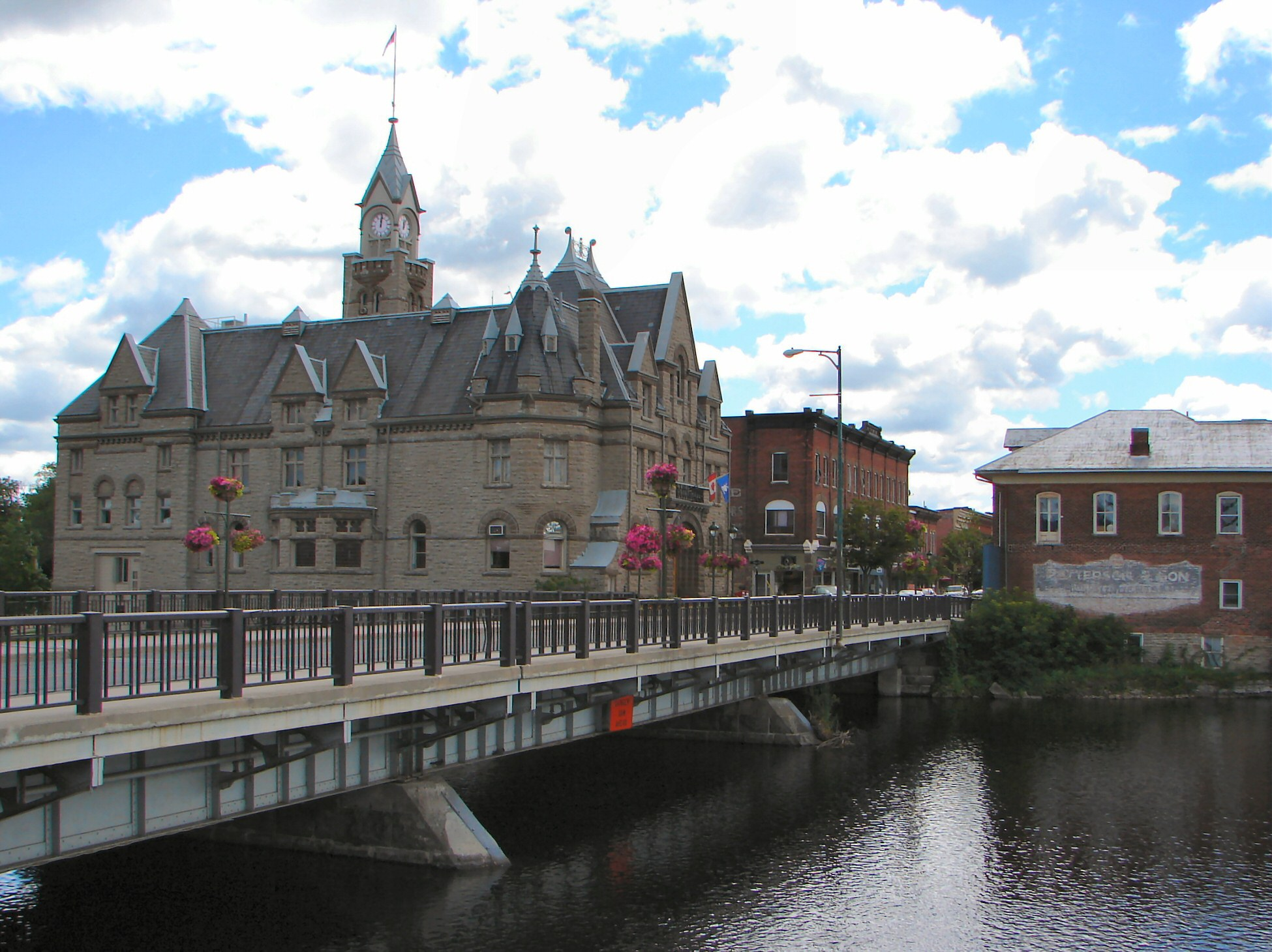
Ратуша и река Миссисипи

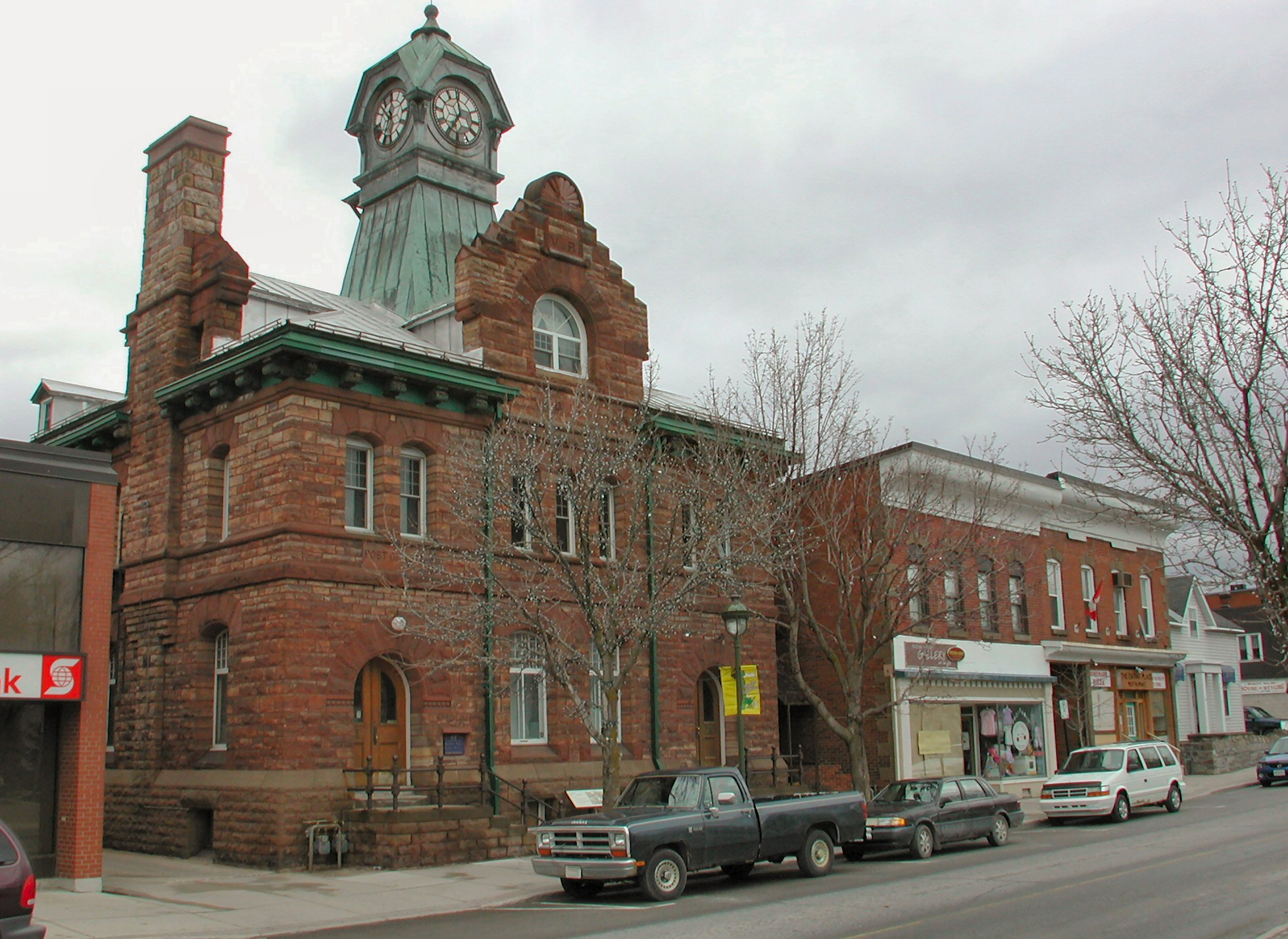
Бридж-стрит

Ка́рлтон-Плейс, англ. Carleton Place (население около 10 тыс. чел.) — город на востоке Восточном Онтарио, Канада, в округе Лэнарк, примерно в 46 км к западу от центра г. Оттава. Расположен на пересечении онтарийских автомагистралей 15 и 7, на полпути между городами Перт, Олмонт, Смитс-Фолс и столицей страны г. Оттава. Через город протекает р. Миссисипи, которая далее впадает в р. Оттава.
Входит в состав Национального столичного региона Канады.

## История
Заселение Карлтон-Плейса началось с тех пор, когда британские власти стали поощрять миграцию на территории близ реки Оттава. Первыми в эти места прибыли семьи Морфи и Мур. Эдмонд Морфи облюбовал место в 1819 году, увидев потенциал для своего бизнеса в наличии водопада, на котором он построил мельницу и стал одним из первых местных текстильных и древесных промышленников. В то время посёлок был известен под названием Морфис-Фолс (англ. Morphy’s Falls, «водопады Морфи»). В 1829 году в связи с открытием местного почтового отделения местность получила новое название Карлтон-Плейс в честь улицы в шотландском городе Глазго. Местность получила статус деревни в 1870, а в 1890 году — статус города.
Экономическому росту Карлтон-Плейса благоприятствовало сооружение железной дороги из Броквилла и Оттавы в конце XIX века. Город также получил известность из-за местных природных достопримечательностей и озера, что привело к созданию Ассоциации каноистов долины реки Оттава в 1893 году, которая существует в настоящее время под названием Клуб каноэ Карлтон-Плейса.
Наиболее известный из местных уроженцев — капитан Королевских ВВС Артур Рой Браун, который в 1918 году сбил «Красного барона».

## Промышленность
В XIX — начале XX века в городе процветало множество текстильных и лесных предприятий, однако до наших дней ни одно из них не дожило. Литейный завод Финдли существовал здесь с 1860-х гг. по 1974 г. — он изготавливал чугунные кухонные принадлежности и плиты; некоторые из этих моделей в настоящее время изготавливаются другими производителями. В сохранившихся зданиях заводов расположены кондоминиумы и предприятия хайтека.

## Достопримечательности
Среди достопримечательностей Карлтон-Плейс — множество местных парков, Фестиваль лодок-драконов, Фестиваль наследия Водопадов Морфи, Музей школы Виктории и Зал памяти ветеранов. Здесь же находится клуб каноэ, старейший в Канаде, основанный в 1893 году, готовящий спортсменов для Олимпийских игр и всемирных чемпионатов.
До 2010 г. в Карлтон-Плейс каждое лето проводился Риверсайдский фестиваль музыки в стиле кантри, который посещали известные в Канаде артисты и множество туристов. Фестиваль, однако, пришлось прекратить из-за снижения поддержки и повторов некоторых выступлений.
До настоящего времени в последние выходные июля и первые выходные августа проводится Базар на Бридж-стрит (Bridge Street Bazaar), ранее известный под названием «Дни реки Миссисипи» (Mississippi River Days), во время которого организуются самодеятельные выступления местных жителей.

### Справочная информация
- Statistics Canada 2006 Community Profile — Carleton Place retrieved 2007-11-02
- Local History retrieved 2011/06/09
- Step forward for condos and farmers market as demolition begins retrieved 2011/06/09
- Death knell for Ottawa Valley rail line retrieved 2011/06/09

### Достопримечательности
- Carleton Place and Almonte Canadian Gazette
- Calvary Christian Academy
- Chamber of Commerce
- Carleton Place Canoe Club
- Carleton Place Dragon Boat Festival
- Victoria School Museum
- Canada Veteran’s Hall of Valour
- Notre Dame Catholic High School
- Carleton Place High School
- Arts Carleton Place
- Calvary Christian Academy
- Mississippi School for the Arts